# Sigurd Swane
Pour les articles homonymes, voir Swane.
Sigurd Swane, né le 16 juin 1879 à Frederiksberg et mort le 9 avril 1973 à Plejerup, une localité proche de Grevinge (da) situé dans la région du Sjælland au Danemark, est un peintre et un écrivain danois.

## Biographie
Swane naît à Frederiksberg. Il a pour frère cadet le peintre danois Leo Swane (da) (1887-1968). Il suit les cours de l'Académie royale des beaux-arts du Danemark à Copenhague. De passage à Paris en 1907, il découvre le fauvisme et l’impressionnisme. De retour au Danemark, il peint des tableaux représentant des paysages locaux, éthérés, riches en couleurs et lumineux. Il publie en 1912 un premier recueil de poésie intitulé Skyer.
Il s’installe ensuite dans une ferme situé dans la péninsule de l’Odsherred dans la région du Sjælland. Il passe alors son temps à peindre la nature des alentours avant d’élargir le choix de ses sujets, ajoutant à sa palette des scènes de la vie courante et des natures mortes. Il continue d'écrire de la poésie. À partir de 1947, il séjourne régulièrement au Portugal et visite l'Espagne. Sa femme Christine Swane (1876-1960), sœur du peintre Johannes Larsen (en), est aussi une peintre danoise, de leur union naît le peintre Lars Swane (1913-2002).
Sigurd Swane décède à l’âge de 93 ans.

## Source
- (en) Cet article est partiellement ou en totalité issu de l’article de Wikipédia en anglais intitulé « Sigurd Swane » (voir la liste des auteurs).